# Texas megye (Missouri)
Texas megye az Amerikai Egyesült Államokban, azon belül Missouri államban található. Megyeszékhelye Houston, legnagyobb városa Licking. Lakosainak száma 24 487 fő (2020. április 1.). Texas megye Pulaski, Phelps, Dent, Shannon, Howell, Douglas, Wright és Laclede megyékkel határos.

## Népesség
A megye népességének változása:
| Lakosok száma | 26 026 | 25 937 | 25 761 | 25 636 | 25 690 | 24 487 |
|               | 2010   | 2011   | 2012   | 2013   | 2015   | 2020   |